# مارکو کهل-گومز
مارکو کهل-گومز (انگلیسی: Marco Kehl-Gómez؛ زادهٔ ۱ مهٔ ۱۹۹۲) بازیکن فوتبال اهل سوئیس است.
از باشگاه‌هایی که در آن بازی کرده‌است می‌توان به باشگاه فوتبال لوگانو اشاره کرد.